# Esporte Clube Novo Horizonte
O Esporte Clube Novo Horizonte, mais conhecido como Novo Horizonte, é um clube brasileiro de futebol, sediado na cidade de Esteio, no Rio Grande do Sul. Suas cores são o verde, o amarelo e o preto.

## História
O Novo Horizonte foi fundado em 28 de dezembro de 2008, depois que seu presidente, Rudimar Cardozo teve sua carreira de jogador interrompida por uma grave lesão. Mesmo diante deste imprevisto Rudimar Cardozo que passou pelas categorias de base de clubes do Rio Grande do Sul e coordenou projetos sociais vinculados ao futebol não desistiu de seu sonho que era trabalhar no mundo futebolístico. A partir daí foram formadas diversas equipes nas categorias de base, que disputaram importantes competições de formação de atletas como a Copa Cidade Verde de Três Coroas. O rapper Gabriel, o Pensador é um dos principais apoiadores da base do clube, ajudando o clube a buscar parceiros e auxiliando a obter recursos.

### Campeonato Gaúcho de Futebol da Segunda Divisão de 2017
Em 2017 a equipe disputa pela primeira vez o Campeonato Gaúcho de Futebol - Segunda Divisão, atuando no Estádio Cristo Rei (Estádio João Corrêa da Silveira), em São Leopoldo. Na estreia da equipe no dia 27/05/2017 um empate sem gols contra o seu maior rival o Grêmio Esportivo Sapucaiense, jogo considerado um derbys da região, haja vista que Esteio e Sapucaia do Sul são cidades vizinhas. Na estreia e durante todo campeonato o técnico do clube foi Rudimar Cardozo. Na competição o Esporte Clube Novo Horizonte obteve bons resultados. A forma de disputa consistia em duas fases classificatórias vencida as fases classificatórias os clubes avançam as quartas de final, semi-final e final. Na primeira fase obteve a classificação em 6º lugar do Grupo A com 15 pontos, a frente do Grêmio Atlético Farroupilha, da cidade de Pelotas e do Guarany Futebol Clube, da cidade de Camaquã, contudo se não tivesse perdido três pontos por decisão do TJD, teria se classificado a frente do Sport Club Rio Grande, da cidade de Rio Grande e do Riograndense Futebol Clube da cidade de Santa Maria. Classificado a segunda fase novamente obteve a classificação nesta fase, somando 10 pontos, garantindo o 4º lugar do Grupo D a frente do Grêmio Esportivo Sapucaiense e do RIograndense de Santa Maria. Com o quarto lugar avançou as quartas de final e teve pela frente o Esporte Clube Igrejinha clube sediado na cidade de mesmo nome Igrejinha. O primeiro jogo aconteceu no Estádio do Cristo Rei, no dia 12/07/2017 com empate em 1 x 1 com gol marcado por Vinicius Vieira Martins aos 85 minutos de jogo a favor do Esporte Clube Novo Horizonte e o Esporte Clube Igrejinha empatou nos acréscimos aos 92 minutos de jogo com Guilherme Ritter. No jogo de volta no Estádio Alberto Carlos Schwingler na cidade de Igrejinha o Esporte Clube Novo Horizonte acabou perdendo o jogo 2 x 0 para o Esporte Clube Igrejinha com gols de Lucas Jung Schulz aos 4min e Daniel Noronha Lopes aos 44 min de jogo finalizando sua primeira campanha na segunda divisão.
A campanha de 2017 foi marcada pela atuação e liderança do ex-jogador do Grêmio Foot-Ball Porto Alegrense Emerson da Silva Leal, que teve atuações contundentes que levaram o time a uma posição de destaque na competição.

### Campeonato Gaúcho da Segunda Divisão de 2018
Na campanha de 2018, o Esporte Clube Novo Horizonte, esteve sob o comando do treinador Carlos Eduardo Luz. O Campeonato Gaúcho de Futebol de 2018 - Segunda Divisão foi composto pelo Grupo A e o Grupo B, classificando os quatro primeiros colocados em cada Grupo. O Esporte Clube Novo Horizonte, fez sua estreia no Estádio Cristo Rei, contra o Sport Club Rio Grande com um empate 1 x 1 no dia 23/05/2018. Encerrou sua participação ao final da 10 rodada, obtendo a 5ª colocação do seu Grupo contra o Sport Club Rio Grande, no Estádio Arthur Lawson no 01/07/2018.

### Campeonato Gaúcho da Segunda Divisão de 2019
Em 2019, o Presidente Rudimar Cardozo, juntamente com o empresário Clóvis Fagundes de Lima, traz para o Comando Técnico o ex-jogador Almir de Souza Fraga, craque do futebol profissional revelado pelo Grêmio Foot-Ball Porto Alegrense com atuações pela Seleção Brasileira, sendo campeão em diversos clubes brasileiros, sendo destaque no Santos Futebol Clube. Inicia sua carreira como auxiliar do técnico Edmilson de Jesus Souza ex-jogador do Santos Futebol Clube quando este assumiu o comando do América do Rio Preto, treinou clubes como o Operário Ferroviário Esporte Clube e Sociedade Esportiva e Recreativa Santo Ângelo, onde realizou um excelente trabalho em 2014 na Divisão de Acesso do Campeonato Gaúcho.
O Campeonato Gaúcho de Futebol de 2019 - Segunda Divisão, inicia para o Esporte Clube Novo Horizonte no dia 24/04/2019, em Sapucaia do Sul no Estádio Arthur Mesquita Dias casa do seu rival Grêmio Esportivo Sapucaiense, onde perdeu por 2 x 0. Contudo a temporada mostrou ser umas das mais promissoras da história do Esporte Clube Novo Horizonte, o clube consegue a classificação em 4º lugar do Grupo A a frente do Sport Club Rio Grande e do Sport Clube 12 Horas. A última rodada o Esporte Clube Novo Horizonte atuando na Arena Cruzeiro em Cachoeirinha obtém uma vitória contundente sobre o seu rival, aplicando uma goleada histórica de 3 x 0 no dia 02/06/2019 sobre o Grêmio Esportivo Sapucaiense, gols de Wellington Carvalho da Silva "Tuta" aos 40 minutos, Maxsuel Marcio do Nascimento, aos 09:00 minutos do segundo tempo e Luan Pimenta dos Santos aos 45:00 minutos do segundo tempo.
O técnico Almir de Souza Fraga a frente do Esporte Clube Novo Horizonte, obtém a classificação e joga as quartas de final contra Sociedade Esportiva Recreativa e Cultural Brasil, da cidade de Farroupilha, clube classificado em 1º lugar do Grupo B. O primeiro jogo das quartas de final ocorreu na Arena Cruzeiro no dia 12/06/2017 jogo disputado, terminou com o resultado de 2 x 2. O Esporte Clube Novo Horizonte abriu o placar aos 03 minutos do primeiro tempo com Pedro Henrique Ferreira Moreira logo em seguida aos 5:00 minutos o Esporte Clube Novo Horizonte amplia com Wellington Carvalho da Silva. A Sociedade Recreativa e Cultural Brasil, diminuiu a vantagem com Wellington dos Santos Pereira e aos 30 minutos do segundo tempo empata partida com o Natanael Rodrigo de Oliveira Almeida. O jogo de volta ocorreu no dia 16/06/2019 no Estádio das Castanheiras, na cidade de Farroupilha, casa da Sociedade Recreativa e Cultural Brasil. O Esporte Clube Novo Horizonte abre o placar com o meia atacante Maxsuel Marcio do Nascimento aos 35 minutos do primeiro tempo, um minuto após aos 36 minutos do primeiro tempo a Sociedade Recreativa e Cultural Brasil consegue o empate com o gol de Luiz Carlos Vieira Junior permanecendo o placar de 1 x 1 até o final da partida. O Esporte Clube Novo Horizonte acaba sendo desclassificado pelo saldo de gols qualificado, onde conta-se em dobro os gols marcados no campo do adversário obtido na respectiva fase.
Os destaques da equipe na disputa do Campeonato Gaúcho da Segunda Divisão de 2019, foram Alisson da Silva Marques, conhecido como Cabelo, Maxsuel Marcio do Nascimento, Bruno Gaúcho Lucas Penteado e o centro avante Wellington Carvalho da Silva o "Tuta" com ótimas atuações.

### Copa de Futebol Profissional seu Verardi Copa FGF de 2019
Ainda em 2019 o Esporte Clube Novo Horizonte participa da Copa Federação Gaúcha de 2019 (Copa FGF de 2019), Troféu Seu Verardi . O Esporte Clube Novo Horizonte, buscou na própria comissão técnica a solução para o comando da equipe, assumiu o cargo o auxiliar técnico do técniico Almir de Souza Fraga, Fabiano da Silva Veiga que aceita ser o treinador da equipe para o torneio. A equipe inicia sua campanha jogando contra o Sport Club Internacional B, em jogo realizado na Arena Cruzeiro, no dia 11/08/2019 quando o Esporte Clube Novo Horizonte acabou perdendo a partida 4 x 0. Apesar da derrota o Esporte Clube Novo Horizonte, obteve duas vitórias importantes na competição, a primeira vitória se deu contra Real Sport Club, da cidade de Capão da Canoa pelo placar de 2 x 3, jogo que ocorreu no dia 24/08/2019, no "Módulo Esportivo de Tramandaí" - Estádio Municipal Eluzardo Caetano da Silva. A segunda vitória se deu no dia 07/10/2019, na Arena Cruzeiro, contra o Grêmio Esportivo Aimoré pelo placar de 3 x 1, primeira vitória contra um time da da divisão especial do futebol gaúcho. O Esporte Clube Novo Horizonte com essas duas vitórias, estaria classificado para as oitavas de final, pois havia somado 6 pontos, não obstante por ter escalado de forma irregular um jogador perdeu 3 pontos por decisão do TJD, perdendo a vaga para Real Sport Club que somou 5 pontos na competição.
O destaque da competição " Seu Verardi" pelo Esporte Clube Novo Horizonte ficou com Yan Peter revelação da categoria de base do Sport Club Internacional com excelentes atuações, mostrou ao melhor estilo como se joga um futebol clássico e inteligente.

### Troféu de Futebol Profissional Ibsen Pinheiro - Copa FGF de 2020
No ano de 2020, o Campeonato Gaúcho de Futebol da Segunda Divisão não se realizou em razão da pandemia provocada pela disseminação do Coronavirus - SARS-CoV-2, que vitimou milhares de pessoas no mundo. No segundo semestre do ano a Federação Gaúcha de Futebol, organizou a Copa Federação Gaúcha de Futebol "Troféu Ibsen Pinheiro" Copa FGF 2020, o torneio foi planejado para que houvesse respeito a todas determinações sanitárias afim de evitar o contágio pelo Coronavírus nos atletas e demais integrantes do campeonato. Para disputa do torneio, o Presidente Rudimar Cardozo, trouxe para o comando técnico, o professor de educação física e treinador de futebol Thiago Pauletto, conhecido como Sargento e como Coordenador Técnico retorna ao clube Almir de Souza Fraga, juntamente com o empresário Clóvis de Lima Fagundes. Os trabalhos em 2020 iniciaram com a tradicional peneira, com a descobertas de talentos, como Thiago dos Santos Natanael, o "TH", posteriormente alguns reforços retornam ao clube para competição como Ramon que retorna a casa após um temporada no Sociedade Esportiva Recreativa e Cultural Brasil e Michael dos Santos da Silva, que veio do Toledo Esporte Clube, especialmente para competição, outros nomes como o Wilson Vitor Souza Silva o "Vitor Baiano", e Anderson Caetano "Migue", vieram do Esporte Clube Cruzeiro Gabriel dos Santos de Lima do S.E.R. Santo Ângelo, Igor Paulinely Dantas Santos egresso do Clube Atlético Joeense, André Luís Rodrigues Lopes o "Andrezinho" jogador do Veranópolis Esporte Clube Recreativo e Cultural, todos reforços vieram para agregar ao grupo já existente com escopo de serem campeões com o Esporte Clube Novo Horizonte.
A participação do Esporte Clube Novo Horizonte, na competição, inicia no dia 13/11/2020, no Complexo Esportivo Santos e Schein[carece de fontes?] contra União Harmonia Futebol Clube, clube sediado na cidade de Canoas, jogo com transmissão ao vivo pela emissora FGF TV o jogo foi repleto de emoções do inicio ao fim da partida, o União Harmonia Futebol vem avassalador, aos 20 minutos do primeiro tempo Leonardo Goulart Batista, abre o placar, Isaias Araújo de Menezes, amplia o placar aos 32 minutos e Juan de Castro Florentino fecha o placar de 3 gols para União Harmonia, contudo o Esporte Clube Novo Horizonte não se abate, Andrezinho logo aos 5 minutos abre o placar e o centro avante Vitor diminui a vantagem fazendo 3 x 2, com o gol aos 07:00 minutos, o volante Cabelo empata 16:00 minutos (3 x 3), a vitória veio somente aos 43 minutos do segundo com o gol do centroavante Vitor em tarde inspirada finalizando o placar em 4 x 3 para o Esporte Clube Novo Horizonte,
A campanha do Esporte Clube Novo Horizonte, tratou-se de uma campanha excelente, tendo apenas uma derrota para Esporte Clube São José, pelo placar de 3 x 1 no dia 19/11/2020 na Arena Cruzeiro pela segunda rodada da Copa Ibsen Pinheiro.
A terceira rodada da competição, o Esporte Clube Novo Horizonte foi a cidade de Santa Cruz do Sul, enfrentar o clube centenário o Futebol Clube Santa Cruz no Estádio do Plátanos no dia 22/11/2020, em outro confronto emocionante. O jogo inicia com a proposição de jogo pelo Futebol Clube Santa Cruz, que tenta ter a iniciativa do jogo, contudo o Esporte Clube Novo Horizonte, bem postado em campo aguarda o momento certo para por meio de contra-ataques fazer gols e foi assim aconteceu Andrezinho recebe a bola lançada pelo Igor e abre o placar em um contra-ataque fatal, fazendo um 1 x 0, o mesmo Andrezinho amplia aos 21 minutos do primeiro tempo, fazendo 2 x 0 placar que se mantém na primeira etapa de jogo. O segundo tempo o Futebol Clube Santa Cruz tenta diminuir o placar jogando no campo adversário e consegue um gol com Vinicius Moreira Charopen aos 21 minutos e empata com o zagueiro Luis Henrique Assmann, aos 38 minutos. O empate parecia agradar as duas equipes no entanto em uma escapada de bola, o Esporte Clube Novo Horizonte sofre pênalti, que é cobrado por Migue devolvendo a vitória ao Esporte Clube Novo Horizonte, algo que parecia provável se não fosse novamente, nos acréscimos o zagueiro Luis Henrique Assmann aos 49:00 do segundo fazer de cabeça o gol de empate.
A quarta rodada seria decisiva para as pretensões do Esporte Clube Novo Horizonte se manter na competição e avançar a semi-final da Copa Ibsen Pinheiro passava pela vitória sobre o Grêmio Esportivo Bagé, como o seu nome diz da cidade Bagé, isso porque classificava somente os dois primeiros de cada grupo passaria para a semi-final da competição. O São José somava 9 pontos, o Santa Cruz 5 pontos, o Bagé 4 pontos assim como o Novo Horizonte.
A partida aconteceu no Complexo Esportivo Santos e Schein no dia 01/12/2020, e foi muito bem jogado por ambas as equipes, contudo o Grêmio Esportivo Bagé apresentava mais posse de bola e comandava o jogo, não representando com isso uma superioridade no jogo, haja vista que a forma de jogo do Esporte Clube Novo Horizonte na competição era de aguardar o adversário para atacá-lo em contra-ataques e somente no final do segundo tempo que o placar da partida saiu do 0 x 0. Aos 47 minutos do segundo tempo que Igor em cobrança de falta abriu o placar para o Esporte Clube Novo Horizonte e garantiu a vitória. Com a vitória o Esporte Clube Novo Horizonte alcançou a pontuação 7 pontos, passando Futebol Clube Santa Cruz com 5 pontos e Grêmio Esportivo Bagé com 4 pontos, podendo com isso conseguir sua classificação como segundo do grupo, atrás somente do Esporte Clube São José que somava 9 pontos, já classificado para a semi-final.
Para quinta e decisiva rodada o Esporte Clube Novo Horizonte teria que vencer o seu jogo contra o Associação Esportiva Social e Recreativa Riopardense , da cidade de Rio Pardo e torcer para que o Esporte Clube São José vencesse ou empatasse o seu jogo contra Futebol Clube Santa Cruz, algo possível, haja vista que o Esporte Clube São José estava disputando a Série C do Campeonato Brasileiro de 2020, isso porque naquele momento na competição o Bagé tinha 4 pontos e o Novo Horizonte tinha somente 3 pontos.
O Esporte Clube Novo Horizonte, jogou a partida contra o Rio Pardense, no Complexo Esportivo Santos & Schein, no dia 09/12/2020, e saiu vitorioso com uma goleada de 9 x 2, com destaque para centroavante Vitor Baiano que fez 4 gols, Igor e Marcos Eugenio Lopes de Jesus, " Marcos Bahia" 2 gols cada, Migue 1 gol. Contudo contra todos os prognósticos o Esporte Clube São José acaba perdendo o jogo para Futebol Clube Santa Cruz por 1 X 0, o que redunda na desclassificação do Esporte Clube Novo Horizonte do certame, finalizando a campanha do Esporte Novo Horizonte na Copa Ibsen Pinheiro em terceiro lugar de sua chave.